# Priekopa
Priekopa este o comună slovacă, aflată în districtul Sobrance din regiunea Košice. Localitatea se află la altitudinea de 280 m deasupra n.m., se întinde pe o suprafață de 12,66 km2 și în 2017 număra 297 de locuitori. Se învecinează cu comuna Koňuš.

## Istoric
Localitatea Priekopa este atestată documentar din 1418.

## Demografie
| An:                | 1994 | 2004    | 2014   | 2024   |
| ------------------ | ---- | ------- | ------ | ------ |
| Număr de persoane: | 258  | 300     | 292    | 278    |
| Diferență:         |      | +16,27% | −2,66% | −4,79% |

| An:                | 2023 | 2024   |
| ------------------ | ---- | ------ |
| Număr de persoane: | 277  | 278    |
| Diferență:         |      | +0,36% |